# Çiçek Hatun
Çiçek Hatun, död 1498, var en av gemålerna till den osmanska sultanen Mehmet II (regent 1451–1481), och mor till tronpretendenten prins Cem Sultan. Hon tillfångatogs vid Konstantinopels fall 1453 och blev sultanens slavkonkubin. Hon är känd för sitt stora stöd för sin son, som hon åtföljde i exil under hans maktkamp med sin halvbror. 

## Biografi
Çiçek Hatuns ursprung har varit föremål för många spekulationer. Tidigare fanns det en utbredd legend enligt vilken Cicek var en fransk prinsessa, dotter till Ludvig XI och syster till Karl VIII, som var trolovad med Konstantin XI, kejsaren av Bysans, och tillfångatogs efter Konstantinopels fall. Denna legend har dock ingen grund i verkligheten. Den uppfanns troligen i efterhand för att gynna diplomatiska kontakter med Frankrike för att framställa den osmanska dynastin som släkt med den franska. Många andra etniciteter har föreslagits. 
Çiçek Hatun har även påståtts vara en serbisk prinsessa. Detta är heller inte realistiskt. Slutligen har hon föreslagits vara en turkisk muslim från Bursa. Detta är dock omöjligt eftersom hon var en konkubin, det vill säga en slav, och inte en laglig hustru, vilket innebär att hon inte kan ha varit muslim eftersom muslimska kvinnor enligt islamisk lag inte fick vara slavar. Hennes namn Çiçek Hatun betyder ungefär "Blomster-damen" och var ett typiskt slavnamn för en konkubin.
Çiçek Hatun var en av de slavar som tillfångatagits under Konstantinopels fall 1453. Eftersom hon blev tillfångatagen och gjordes till slav måste hon enligt islams regler ha varit icke-muslim: och som bosatt i Konstantinopel borde hon ha varit antingen bysantinsk grek eller italienare, då det bodde många italienare i Konstantinopel. Hon gjordes därefter till konkubin i det osmanska haremet. Hon födde år 1459 en son med Mehmet II, prins Cem Sultan. Hon blev därefter känd för sina ambitioner för sin sons politiska framsteg, och hennes arbete för att stödja honom i hans karriär.
Efter Mehmet II:s död 1481 utbröt en maktkamp mellan sönerna och prins Cem Sultan och hans mor Çiçek Hatun flydde till sultan Qaitbay i Egypten. Hon influerade då Qaitbay att hjälpa hennes son genom en av Qaitbays hustrur. Cem Sultan tog 1482 sin tillflykt till Rhodos hos Pierre d'Aubusson, som dock tog Cem tillfånga och förvarade honom åt hans bror sultan Bayezid. Çiçek Hatun, som var kvar i Egypten, influerade då åter Egyptens sultan genom hans hustru att befria hennes son, och hennes inflytande rapporterades till Bayezid genom spioner. D'Aubusson använde då Cem för att dämpa Çiçek Hatun inflytande i Egypten. Çiçek Hatun arbetade i flera år för att lyckas befria sin son. Hon avled i Kairo i Egypten i pesten.